# Карноухов, Георгий Николаевич
Георгий Николаевич Карноухов (23 апреля [6 мая] 1901, Самара — 5 ноября 1987, Москва) — библиотекарь, Заслуженный работник культуры РСФСР.

## Биография
Родился 23 апреля (6 мая) 1901 года в Самаре. Отец, Николай Антипович (?—1943), работал оценщиком зерна; мать, Александра Прокопьевна, происходила из бедного дворянского рода. В семье родилось семь детей, из которых двое умерли в младенческом возрасте. Георгий был предпоследним «по старшинству» среди четырёх братьев.
Учился в Самарском реальном училище, но окончить его не успел; в 1918 году вынужденно уехал в Сибирь, а по возвращении в Самару был мобилизован в Красную армию. Георгий Карноухов хорошо играл на флейте и был зачислен в оркестр Белорецкого стрелкового полка. Демобилизован был в конце 1922 года — уже семейным: 25 ноября 1921 года он обвенчался с Александрой Прокопьевной Домерацкой (1899—1989); в 1922 году у них родилась дочь Сусанна. В октябре 1924 года он получил рабфаковский аттестат о среднем образовании и поступил работать в самарский Губиздатторг, где прошёл путь от продавца до заведующего книжным магазином.
Переехав в Москву в 1930 году, он поступил работать старшим библиографом МОГИЗа, а в 1931 году стал заведующим библиотекой треста «Глававтоген», затем — экономистом; в 1936 году поступил в Автогенно-сварочный институт, где проучился только два года. В 1941 году вновь призван в армию; вновь в военный оркестр — в 1-м миномётно-артиллерийском училище в Миассе. Летом 1945 года был демобилизован, а 30 августа 1946 года был зачислен на должность заведующего читальным залом библиотеки-читальни им. И. С. Тургенева. После учёбы в библиотечном техникуме, он с 1 июля 1957 года на два десятилетия стал руководителем городской библиотеки-читальни № 93 им. Тургенева. Его труд Указом Президиума Верховного Совета РСФСР от 14 июня 1971 года был отмечен присвоением звания Заслуженный работник культуры РСФСР.
Умер в Москве 5 ноября 1987 года.